# Seminole (Texas)
Seminole is een plaats (city) in de Amerikaanse staat Texas, en valt bestuurlijk gezien onder Gaines County.

## Demografie
Bij de volkstelling in 2000 werd het aantal inwoners vastgesteld op 5910.
In 2006 is het aantal inwoners door het United States Census Bureau geschat op 6078, een stijging van 168 (2,8%).

## Geografie
Volgens het United States Census Bureau beslaat de plaats een oppervlakte van
8,7 km², geheel bestaande uit land. Seminole ligt op ongeveer 1005 m boven zeeniveau.

## Geboren
- Tanya Tucker (1958), countryzangeres

## Plaatsen in de nabije omgeving
De onderstaande figuur toont nabijgelegen plaatsen in een straal van 48 km rond Seminole.